# Beedeville, Arkansas
Beedeville là một thị trấn thuộc quận Jackson, tiểu bang Arkansas, Hoa Kỳ. Năm 2010, dân số của thị trấn này là 107 người.

## Dân số
- Dân số năm 2000: 105 người.
- Dân số năm 2010: 107 người.